# Inspektorat Przemyśl Armii Krajowej
Inspektorat Przemyśl AK – terenowa struktura Podokręgu Rzeszów wchodząca w skład Okręgu Kraków AK.

## Skład organizacyjny
- Obwód Przemyśl
- Obwód Jarosław
- Obwód Łańcut
- Obwód Przeworsk
- Obwód Lubaczów (od marca 1945 jako obwód NIE)

## Komendanci ZWZ-AK
- por. rez. Bronisław Wohanka, Ludwik, Andrzej (do wiosny 1940)
- kpt. Wincenty Rutkowski, Żwan, Kujawa, Haszysz (od wiosny 1940 do września 1943)
- kpt. Teofil Banach, Skrzydłowski, Bogusz, Bogumił (od września 1943 do 29 marca 1944)
- kpt. Bronisław Toth, Twardy (od kwietnia do maja 1944)
- ppłk Antoni Dębski, Gryf, Swoboda, Radwan (od maja 1944 do jesieni 1944)
- kpt. Bronisław Toth, Twardy (od jesieni 1944 do lutego 1945)

## Upamiętnienie
Tradycje inspektoratu kultywuje 3 Podkarpacka Brygada Obrony Terytorialnej